# Pericallis hadrosoma
Pericallis hadrosoma là một loài thực vật có hoa trong họ Cúc. Loài này được (Svent.) B.Nord. mô tả khoa học đầu tiên năm 1978.